# Andrew Knight
Andrew Knight (29 de setembro de 1953) é um roteirista australiano. Tornou-se conhecido pela produção de Fast Forward, The D-Generation, After The Deluge, My Brother Jack, Kangaroo Palace, SeaChange e Jack Irish.. Venceu o Longford Lyell Award da Australian Academy of Cinema and Television Arts (AACTA), em 2015, por todo seu trabalho naquele ano.